# Cohors VIII Gallorum
La Cohors VIII Gallorum fue una unidad de auxilia de infantería del ejército del Imperio Romano del tipo cohors quinquagenaria peditata, cuya existencia está constatada durante la segunda mitad del siglo I.

## Reclutamiento y operaciones bajo losJulio-Claudiosy elaño de los cuatro emperadores
La cohorte fue reclutada por orden del emperador Claudio I en 50 en la provincia Gallia Lugdunensis, por lo que recibió el epíteto Gallorum. Su reclutamiento se relaciona con el final de las operaciones de conquista de Britannia y la consiguiente reorganización de unidades auxiliares del ejército imperial, que obligó a las autoridades imperiales a crear nuevas cohortes de infantería. La unidad fue enviada al limes del Danubio, estableciendo sus reales en la parte baja del curso de ese río, en la provincia imperial Moesia, frente al territorio del reino Dacio.
Su tarea fundamental bajo los Julio-claudios consistió en la rutinaria vigilancia de la frontera danubiana hasta que en 68 la muerte violenta de Nerón y la guerra civil que enfrentó, sucesivamente, a Galba, Otón, Vitelio y Vespasiano, hicieron que en 69 la unidad se declarase partidaria de Vespasiano frente a Vitelio, al igual que el resto del ejército de Moesia.

## Los Flavios
Terminada la guerra vicil de 69, la cohorte reemprendió las tareas de guarnición en su provincia y, una vez estabilizado el Imperio, Vespasiano procedió a licenciar a sus primeros veteranos, de los que nos informa un Diploma militaris fechado el 28 de abril de 75.
En el año 78, se ordenó nuevamente el licenciamiento de veteranos de las unidades auxiliares de guarnición en Moesia, atestiguándose la permanencia de la Cohors VIII Gallorum en la provincia, lo que conocemos a través de cuatro Diplomata militaris fechados el 7 febrero de ese año Uno de esos diplomata nos informa que en ese momento la unidad estaba dirigida por el Praefectus cohortis Tiberius Claudius ¿? y que Secundus Attiuconis filius era uno de sus soldados licenciados honrosamente.
No se conservan más testimonio de esta unidad, por lo que debió ser destruida durante la guerra dacia de Domiciano, en el invierno de 85-86, cuando los dacios dirigidos por su rey Decébalo cruzaron el Danubio e invadieron Moesia y emboscaron al ejército reunido a toda prisa por su gobernador Gaius Oppius Sabinus y lo destruyeron.